# Facultat de Farmàcia i Ciències de l'Alimentació
La Facultat de Farmàcia i Ciències de l'Alimentació de la Universitat de Barcelona és l'únic centre universitari públic de Catalunya on s'estudia la llicenciatura -i ara el grau- de farmàcia. També s'hi imparteixen els ensenyaments de nutrició humana i dietètica, i ciència i tecnologia dels aliments. L'oferta formativa es completa amb els estudis de doctorat (sis programes, quatre dels quals tenen la menció de qualitat del Ministeri d'Educació i Ciència), la titulació d'especialista en Farmàcia Industrial i Galènica, els màsters propis i la implantació dels nous programes oficials de postgrau amb els màsters oficials corresponents.

## Història
Inicià les primeres classes a la Universitat de Barcelona el 1845, a l'edifici universitari de l'antic Convent del Carme. A partir del curs 1874-1875, la Facultat es va traslladar a l'ala dreta del Pati de Ciències, a l'Edifici Històric de Plaça Universitat. La postguerra espanyola va portar a una profunda reorganització de la universitat a l'estat amb la creació del concepte de ciutat o zona universitària que, en particular, va donar lloc al Decret sobre ordenació de la Facultat de Farmàcia el 1949 i la necessitat de buscar un edifici propi per a la Facultat atès el nombre creixent d'alumnat i les exigències de la docència i les pràctiques. Aquest edifici es va aixecar en un solar de l'antiga Riera Blanca, a Pedralbes, i marcà els orígens de l'actual zona universitària de Barcelona com a gran projecte urbanístic de la ciutat. El Pla d'ordenació urbanística de l'actual avinguda Diagonal, força controvertit per a molts tècnics, transformarà la part alta d'aquesta artèria del traçat urbanístic de la ciutat en un entorn universitari. Inicialment, en l'espai de la Riera Blanca es va pensar a construir-hi el Col·legi Major Universitari Sant Raimon de Penyafort i cobrir la demanda d'estudiants, però un seguit de decisions ministerials i necessitats estratègiques canvien el seu destí fins a esdevenir, finalment, la seu de la Facultat de Farmàcia present. Al final de l'any 1957, després d'un llarg procés, l'edifici de la Facultat és enllestit i comencen de manera regular les classes. Quant a la seva estructura com edifici, en destaca l'entrada porticada del disseny del Col·legi Major i les dues ales que, en el seu disseny original corresponia a les habitacions de planta de nois i noies de manera separada. Pocs anys més tard, al davant de la Facultat s'hi edifiquen dos col·legis majors -inicialment només masculins- que són Fra Juníper Serra i Sant Raimon de Penyafort, que impedien la sortida directa de Farmàcia a l'avinguda Diagonal, tot un cas excepcional en la nova zona universitària que es va eixamplant.

## Història recent
Farmàcia té com a logotip identificatiu la porta de Gaudí que correspon a la porta de l'antiga finca Güell. El curs 2001-2002 l'ensenyament de Ciència i Tecnologia dels Aliments va ser pionera en el procés d'adaptació a l'Espai Europeu d'Ensenyament Superior.
Una altra novetat és la creació, el 2004, de les unitats de coordinació docent (UCD) d'estades en pràctiques tutelades, amb l'acord del Conselleria de Salut de la Generalitat de Catalunya i el Consell de Col·legis de Farmacèutics de Catalunya. Aquestes estades es consideren una activitat pràctica per aplicar els coneixements adquirits per l'alumnat i assolir la competència professional màxima en l'àmbit farmacèutic. El 1998 també va crear-se la Unitat de Laboratoris Docents (ULD) per tal de centralitzar i potenciar l'aplicació de criteris de qualitat en el funcionament dels laboratoris docents de la Facultat.
En clau de futur, la Facultat de Farmàcia té previst traslladar-se a un nou edifici situat en uns espais davant del Parc Científic de Barcelona (PCB). El nou edifici pretén donar resposta a les exigències de la docència i la recerca del futur i estarà ubicat en un entorn estratègic que permetrà aprofitar les sinergies amb el PCB i el món de la indústria farmacèutica.

## Departaments
Els departaments i unitats amb docència i recerca a la Facultat de Farmàcia són els següents:
- Bioquímica i Biologia Molecular
- Farmàcia i Tecnologia Farmacèutica
- Farmacologia i Química Terapèutica
- Fisicoquímica
- Fisiologia
- Microbiologia i Parasitologia Sanitàries
- Nutrició i Bromatologia
- Productes Naturals, Biologia Vegetal i Edafologia